# Uma notata
Espèce
Statut de conservation UICN

 NT  : Quasi menacé
Uma notata est une espèce de sauriens de la famille des Phrynosomatidae.

## Répartition
Cette espèce se rencontre :
- aux États-Unis dans le sud-ouest de l'Arizona et dans le sud-est de la Californie ;
- au Mexique dans le nord-ouest du Sonora et dans le nord-est de la Basse-Californie.

## Description
Ce lézard est terrestre et ovipare, les femelles enterrant leurs œufs dans le sable. Il vit dans des zones désertiques ou arides, préférentiellement sablonneuses.

## Publication originale
- Baird, 1859 "1858" : Description of new genera and species of North American lizards in the museum of the Smithsonian Institution. Proceedings of the Academy of Natural Sciences of Philadelphia, vol. 10, p. 253-256 (texte intégral).